# Шавров, Николай Николаевич
Николай Николаевич Шавров (15 сентября 1858 — 7 марта 1915, Петроград) — русский учёный-биолог, предприниматель и общественный деятель. Председатель Тифлисского патриотического общества, организатор шелководства в России.

## Биография

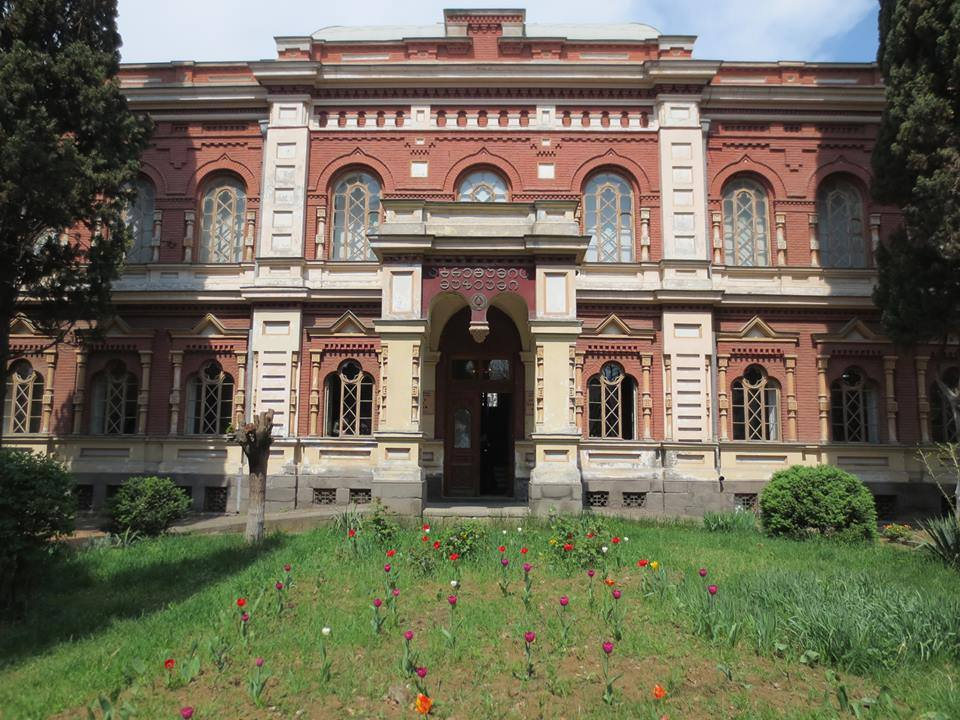
Государственный музей шёлка Грузии

Сын крупного инженера Н. А. Шаврова (1826—1899).
С 1872 по 1878 год учился в лицее цесаревича Николая в Москве. Окончил естественное отделение физико-математического факультета Императорского Московского университета (1882), ученик А. П. Богданова.
Служил в Тифлисской контрольной палате (1882—1885).
В 1885 году был за границей, посетил лаборатории шелководческих станций Австро-Венгрии, Италии и Франции. В 1887 году возглавил организованную им же тифлисскую шелководческую станцию и музей шёлка. Опубликовал ряд работ, посвящённых вопросам развития шелководства, огородничества, распространению сельскохозяйственных знаний, судоходства, рыбного дела и торговли на Каспии, в Аральском районе, на реках Кавказа. Автор статьи шелководство для энциклопедии Брокгауза и Ефрона.
Скончался от болезни сердца.